# Storön (naturreservat, Nora kommun)
Storön är ett naturreservat i Nora kommun i Örebro län.
Området är naturskyddat sedan 2009 och är 28 hektar stort. Reservatet omfattar en ö med detta namn i Malmlången. Ön/reservatet består av gamla tallar och granar, delvis i sumpmark.